# Epitonium jukesianum
Epitonium jukesianum é uma espécie de molusco gastrópode marinho da família Epitoniidae, na ordem Caenogastropoda. Foi classificada por Edward Forbes, em 1852, e descrita originalmente como Scalaria jukesiana no texto "On the Mollusca collected by Mr MacGillivray during the voyage of the Rattlesnake"; publicado em MacGillivray J. (ed.). Narrative of the voyage of the H.M.S. Rattlesnake, commanded by the late Captain Owen Stanley, during the years 1846-1850, volume 2 . London: T. & W. Boone. 395 pp. pp. 360–386, pls 2-3; sendo distribuída pelo sudeste da Austrália, na Tasmânia e Nova Zelândia (Ilha Norte e estreito de Cook).

## Descrição da concha
Possui uma concha turriforme, de branca a amarelada, com abertura circular e sem canal sifonal ou umbílico, dotada de um relevo de 9 a 28 costelas lamelares e espaçadas, por volta; atingindo até 2.5 centímetro de comprimento.

## Distribuição geográfica
Esta espécie está distribuída pelo sudeste da Austrália, na Tasmânia e Nova Zelândia.